# Cerro Arequita
Cerro Arequita – wzgórze o wysokości 215 m n.p.m. w paśmie Cuchilla Grande w południowym Urugwaju, w departamencie Lavalleja. Położone jest około 10 km na północ od centrum miasta Minas, w pobliżu rzeki Santa Lucía. 